# Pycnoloma rufibasalis
Pycnoloma là một chi bướm đêm thuộc họ Geometridae, chỉ gồm một loài duy nhất Pycnoloma rufibasalis. Chúng thường được tìm thấy ở New Guinea.